# Операция «Upshot-Knothole»
Операция «Апшот-Нотхол» (англ. Upshot-Knothole) — девятая серия американских ядерных испытаний, состоящая из 11 испытательных ядерных взрывов, осуществлённых США в 1953 году, в том числе первого в истории ядерной артиллерии снарядом Grable. Это четвертая серия, проведеная на ядерном полигоне в Неваде. Операция Upshot-Knothole следовала за Ivy и предшествовала операции Castle. Также в операции участвовали первые два изделия Ливерморской национальной лаборатории.

## Список ядерных взрывов Upshot-Knothole
| Испытания | Дата                | Место | Мощность | Высота                     | Замечания                               | Изображение |
| --------- | ------------------- | --- | -------- | -------------------------- | --------------------------------------- | ----------- |
| Annie     | 17 марта 1953 года  | Ядерный полигон в Неваде 37°02′52″ с. ш. 116°01′19″ з. д.                                                             | 16 кт    | 91 м башня                 |                                         |             |
| Nancy     | 24 марта 1953 года  | Ядерный полигон в Неваде 37°05′44″ с. ш. 116°06′13″ з. д.                                                             | 24 кт    | 91 м башня                 |                                         |             |
| Ruth      | 31 марта 1953 года  | Ядерный полигон в Неваде 37°04′58″ с. ш. 116°01′29″ з. д.                                                             | 0,2 кт   | 91 м башня                 | Первое устройство UCRL                  |             |
| Dixie     | 6 апреля 1953 года  | Ядерный полигон в Неваде 37°05′05″ с. ш. 116°01′08″ з. д.                                                             | 11 кт    | 1835 м сброс с Боинг B-50  |                                         |             |
| Ray       | 11 апреля 1953 года | Ядерный полигон в Неваде 37°05′56″ с. ш. 116°05′36″ з. д.                                                             | 0,2 кт   | 30 м башня                 | Второе устройство UCRL                  |             |
| Badger    | 18 апреля 1953 года | Ядерный полигон в Неваде 37°08′18″ с. ш. 116°07′07″ з. д.                                                             | 23 кт    | 91 м башня                 |                                         |             |
| Simon     | 25 апреля 1953 года | Ядерный полигон в Неваде 37°03′11″ с. ш. 116°06′13″ з. д.                                                             | 43 кт    | 91 м башня                 |                                         |             |
| Encore    | 8 мая 1953 года     | Ядерный полигон в Неваде 36°48′00″ с. ш. 115°55′44″ з. д.                                                             | 27 кт    | 738 м сброс с Боинг B-50   |                                         |             |
| Harry     | 19 мая 1953 года    | Ядерный полигон в Неваде 37°02′25″ с. ш. 116°01′34″ з. д.                                                             | 32 кт    | 91 м башня                 | Очень сильное радиоактивное загрязнение |             |
| Grable    | 25 мая 1953 года    | Ядерный полигон в Неваде - точка выстрела: 36°42′15″ с. ш. 115°58′26″ з. д. - взрыв: 36°47′35″ с. ш. 115°54′56″ з. д. | 15 кт    | 159 м выстрел из орудия    | Впервые применена ядерная артиллерия    |             |
| Climax    | 4 июня 1953 года    | Ядерный полигон в Неваде 37°05′15″ с. ш. 116°01′09″ з. д.                                                             | 61 кт    | 406 м сброс с Convair B-36 |                                         |             |

## Галерея
- Солдаты, участвовавшие в операции по взрыву Encore
- Башня после взрыва Ruth, видно, что взрыв всего лишь помял конструкцию, не уничтожив её.
- Ядерный взрыв Grable, запущенный артиллерийской установкой: 280-мм атомной пушкой, видимой на кадре